# Сан Бартоломео (Авелино)
Сан Бартоломео је насеље у Италији у округу Авелино, региону Кампанија.
Према процени из 2011. у насељу је живело 429 становника. Насеље се налази на надморској висини од 171 м.